# Ukraińskie Przedstawicielstwo w III Rzeszy
Ukraińskie Przedstawicielstwo w III Rzeszy (niem. Ukrainische Vertrauenstelle im Deutsches Reich, ukr. Українська Установа Довіря в Німецькому Райху) - urząd utworzony przez rząd III Rzeszy w Berlinie 1 grudnia 1938, mający za zadanie reprezentować interesy Ukraińców-bezpaństwowców znajdujących się na terenie III Rzeszy.
Główne zadania Przedstawicielstwa to:
- zabezpieczenie spraw socjalnych ukraińskich bezpaństwowców
- ułatwienie kontaktów z niemieckimi instytucjami, w tym wydawania paszportów oraz zezwoleń na pobyt i pracę w Niemczech
- pomoc prawna

Dzięki działaniom Przedstawicielstwa uzyskano w czasie II wojny światowej zwolnienie około 50 tysięcy żołnierzy ukraińskich z niewoli niemieckiej. Urząd posiadał oprócz głównej siedziby w Berlinie oddziały w Wiedniu, Pradze i Łodzi, jego szefem przez cały okres działalności był Mykoła Suszko.
Urząd działał do kwietnia 1945.